# Ilse Mayer-Kulenkampff
Ilse Mayer-Kulenkampff (* 6. Juli 1916; † 2008) war eine deutsche Professorin für Sozialpädagogik an der Universität Oldenburg.

## Biografie
Mayer-Kulenkampff stammt aus der Kaufmannsfamilie Kulenkampff war das einzige Kind der Pädagogin Lina Mayer-Kulenkampff und ihres Ehemanns, des Historikers Eduard Wilhelm Mayer (1888–1917).
1948/49 studierte sie für ein Jahr in den USA und begegnete dort den für Deutschland neuen Ansätzen der Gruppenpädagogik. Berufsstationen führten sie ins Haus Schwalbach zu Magda Kelber, in verschiedene Nachbarschaftsheime und in die Erwachsenenbildung nach Kassel. Ab 1967 lehrte sie Sozialpädagogik in der Lehramtsausbildung an der Pädagogischen Hochschule Oldenburg, später im Diplomstudiengang Sozialpädagogik/Sozialarbeit der Carl von Ossietzky Universität Oldenburg.

## Schriften (Auswahl)
- Luther in der Geschichtsschreibung Rankes, Dissertationsschrift Philosophische Fakultät Universität Göttingen, 1943, in: Historische Zeitschrift 172, S. 65–99, DOI:10.1524/hzhz.1951.172.jg.65.
- Ferienlager des Nachbarschaftshauses Bremen-Gröpelingen im Sommer 1954, in: Neues Beginnen. Zeitschrift der Arbeiterwohlfahrt 1954 (11), S. 186–187.
- Aussprache: Auch der Lehrer ist Sozialarbeiter. In: Unsere Jugend 21 (=1969) (1), S. 43.
- Erziehungsplanung und Heimerziehung, in: Unsere Jugend 23 (=1971) (1), S. 8–14.
- mit Helge Peters und Hans-Dietrich Raapke (Hrsg.): Sozialpädagogik im lebensgeschichtlichen Rückblick, Oldenburger Universitätsreden (7), Oldenburg: BIS 1987, ISBN 978-3-8142-1007-0.